# Aratinga auricapillus
Il parrocchetto capodorato (Aratinga auricapillus Kuhl, 1820) è un uccello della famiglia degli Psittacidi.
Molto simile al parrocchetto jandaya dal quale si diversifica per la presenza del giallo soltanto sulla corona e del verde sul resto del corpo, con l'eccezione del ventre bruno rossiccio. È classificato in due sottospecie:
- A. a. auricapillus, con la corona gialla e una leggera sfumatura sotto la mascherina arancio attorno agli occhi;
- A. a. aurifrons, che ha il giallo solo sulla corona e leggermente sfumato in arancio.

Vive nelle foreste fino ai 2000 metri del sud-est del Brasile.